# Виноградівська сільська рада (Любарський район)
Виноградівська сільська рада (до 1946 року — Війтовецька сільська рада) — колишня адміністративно-територіальна одиниця та орган місцевого самоврядування в Любарському районі Житомирської області УРСР з адміністративним центром у селі Виноградівка.

## Населені пункти
Сільській раді на момент ліквідації були підпорядковані населені пункти:
- с. Виноградівка
- х. Нова Зірка

## Історія та адміністративний устрій
Утворена 1941 року в складі с. Війтівці, хуторів Бузин, Нова Зірка та поселення Шелеп Меленецької сільської ради Любарського району Житомирської області. У 1941-му — сільська управа.
7 червня 1946 року, відповідно до указу Президії Верховної ради УРСР «Про збереження історичних найменувань та уточнення і впорядкування існуючих назв сільрад і населених пунктів Житомирської області», сільську раду перейменовано на Виноградівську через перейменування адміністративного центру на с. Виноградівка.
Станом на 1 вересня 1946 року сільрада входила до складу Любарського району Житомирської області, на обліку в раді перебували с. Виноградівка та х. Нова Зірка. Х. Бузин та пос. Шелеп не значаться на обліку населених пунктів.
11 серпня 1954 року, відповідно до указу Президії Верховної ради УРСР «Про укрупнення сільських рад по Житомирській області», сільську раду було ліквідовано, територію та населені пункти включено до складу Меленецької сільської ради Любарського району Житомирської області.